# Negrilla de Palencia
Negrilla de Palencia és un municipi de la província de Salamanca a la comunitat autònoma de Castella i Lleó. Limita al Nord amb Tardáguila, a l'Est amb Arcediano, al Sud-est amb La Vellés, al Sud-oest amb Carbajosa de la Armuña (Castellanos de Villiquera) i a l'Oest amb Palencia de Negrilla.

## Demografia
| 1991 | 1996 | 2001 | 2004 |
| ---- | ---- | ---- | ---- |
| 101  | 141  | 104  | 118  |